# Kościół Wszystkich Świętych w Starachowicach
Kościół Wszystkich Świętych w Starachowicach – rzymskokatolicki kościół parafialny należący do parafii pod tym samym wezwaniem (dekanat Starachowice-Północ diecezji radomskiej).
Jest to świątynia wzniesiona w latach 1976–1980 według projektu architekta Leopolda Taraszkiewicza z Gdańska i konstruktora Tadeusza Lisiewicza dzięki staraniom księdza Piotra Koby i księdza Tadeusza Jędry. Poświęcona została 25 listopada 1979 roku przez sługę Bożego biskupa Piotra Gołębiowskiego. W czasie pożaru drewnianego kościoła w 1987 roku została częściowo zniszczona. Kościół został dedykowany 9 października 1988 roku przez biskupa Edwarda Materskiego. Świątynia to budowla trzynawowa, wybudowana z cegły, kamienia i żelbetonu, restaurowana w 2008 roku dzięki staraniom księdza Józefa Domańskiego. W kościele przebywał dwa razy kardynał Karol Wojtyła. Pierwszy raz 25 maja 1959 roku ochrzcił najmłodszą córkę państwa Kozłowskich, drugi raz 17 kwietnia 1978 roku odprawił mszę świętą z okazji jubileuszu ich 25-lecia zawarcia związku małżeńskiego.